# Torino Challenger 1980
Il Torino Challenger 1980 è stato un torneo di tennis facente parte della categoria ATP Challenger Series nell'ambito dell'ATP Challenger Series 1980. Il torneo si è giocato a Torino in Italia dal 1 al 7 settembre 1980 su campi in terra rossa.

## Vincitori

### Singolare
Robbie Venter ha battuto in finale  Miguel Mir con il punteggio di 6–2, 6–1

### Doppio
Jai Di Louie /  Wayne Hampson hanno battuto in finale  Dave Siegler /  Robbie Venter con il punteggio di 6–3, 6–4